# Obid
Obid é um município da Eslováquia, situado no distrito de Nové Zámky, na região de Nitra. Tem 24,49 km² de área e sua população em 2018 foi estimada em 1.166 habitantes.

## Demografia
| Ano:        | 1994 | 2004 | 2014   | 2024   |
| ----------- | ---- | ---- | ------ | ------ |
| Broj ljudi: | 0    | 1147 | 1159   | 1143   |
| Razlika:    |      | –    | +1,04% | -1,38% |

| Ano:               | 2023 | 2024   |
| ------------------ | ---- | ------ |
| Número de pessoas: | 1135 | 1143   |
| Diferença:         |      | +0,70% |